# Pengő
Pengő (v madžarščini žvenket, žvenketanje) je nekdanja madžarska valuta, ki se je uporabljala med letoma 1927 in 1946.
Ko je Madžarska po koncu 1. svetovne vojne postala neodvisna država, je še nekaj časa za plačilno sredstvo uporabljala avstro-ogrsko krono. Ker je le ta zaradi inflacije vedno bolj izgubljala vrednost, je madžarska vlada, da bi vzpostavila gospodarsko stabilnost, 21. januarja 1927 uvedla novo valuto pengő. En pengő je bil na dan izdaje vreden 12.500 kron, kilogram zlata je bil vreden 3.800 pengőv. Delil se je na 100 fillérjev.
Po koncu 2. svetovne vojne je pengő zaradi vrtoglave hiperinflacije naglo začel izgubljati vrednost in na bankovcih so se začele pojavljati vrednosti v t. i. millpengih, to je v milijonih pengőv. Da bi vlada upočasnila inflacijo, je uvedla t. i. krmilni pengő (madžarsko adópengő), katerega razmerje proti pengu so izračunali vsak dan znova. Ta poteza je lahko samo nekoliko preložila konec penga. Madžarsko gospodarstvo se je stabiliziralo šele po uvedbi nove valute - forinta. Ta je bil uveden 1. avgusta 1946. En forint so menjali za 400.000 kvadrilijonov ({\displaystyle 4\cdot 10^{29}}) pengőv oz. 200 milijonov krmilnih pengőv.